# Сервий Туллий
Сервий Туллий (лат. Servius Tullius) — полулегендарный шестой из царей Древнего Рима, правивший согласно древнеримским преданиям в 578—535/534 годах до н. э. «Полулегендарность» в данном случае означает, что согласно современным представлениям такой римский царь в действительности существовал, но весь цикл мифов и легенд, связанный с его именем, вызывает большие сомнения в их историчности. Согласно преданию матерью будущего правителя была рабыня. Ему приписывают ряд законодательных реформ, которые заложили фундамент всей политической системы Рима. За Сервием Туллием закрепился образ царя, проведшего ряд мероприятий, которые ослабили патрициев и усилили права римлян из обычного народа.
Одной из особенностей «римского мифа» была склонность приписывать сформировавшиеся в течение многих лет традиции решениям одного человека. Суть реформ Сервия Туллия состояла в том, что права гражданства стали принадлежать не только патрициям, но и плебеям. Также на плебеев была возложена обязанность участвовать в государственных повинностях, таких как уплата налогов и военная служба. Вместо родовой знати власть перешла к наиболее зажиточным гражданам. Богатые должны были выставлять большее количество воинов, чем малоимущие, что не соответствовало их численному соотношению. В этом видели расчёт Сервия Туллия относительно того, что те, кому есть что защищать, должны претерпевать большие лишения, связанные с войной. Также, согласно античным представлениям, «народный» царь считал нужным, чтобы нуждающиеся не вносили неподъёмные для них налоги и не воевали за чужой счёт, как наёмники. Одновременно он лишил бедняков на законодательном уровне реальной возможности участвовать в общественной жизни и принимать обязательные для всего Рима решения.
Сервия Туллия свергли в результате заговора, устроенного его дочерью и зятем. По легенде, когда Туллия ехала на колеснице по улице, где лежало тело только что убитого отца, то приказала вознице не останавливаться и продолжать путь. Из тела бывшего царя брызнула кровь, которая запятнала Туллию, и в крови собственного отца она вернулась домой царицей.

## Происхождение и избрание на царство
Происхождение Сервия Туллия в античных источниках связано с несколькими легендами. Согласно Дионисию Галикарнасскому, будущий римский царь был сыном жителя Корникула из царского рода Туллия и его жены Окрисии. Когда римские войска под предводительством царя Луция Тарквиния Приска захватили город, то беременная Окрисия попала в плен, а Туллий погиб. Вначале Окрисия стала рабыней жены царя Танаквиль, но вскоре, узнав о её происхождении, царица освободила пленную. Сервий Туллий родился в период, когда его мать была ещё рабыней, что дало повод некоторым называть его рабом. Рассказ Тита Ливия о происхождении Сервия Туллия мало отличается. Историк уточняет, что мать Сервия сразу же при пленении опознали как жену «первого человека» в Корникуле и потому не обращали в рабство, а её ребёнок сразу рос в доме Тарквиния как царский сын. Ещё одну легенду сообщал Дионисий Галикарнасский, отметивший, что Сервий «был любимцем богов и божеств». По его словам, «в местных записях» и «во многих римских исторических сочинениях» содержится предание о том, что Сервий родился от связи Окрисии и бога Вулкана, пленившегося красотой девушки. Этот вариант легенды встречается и у Овидия. Третья версия встречается у Цицерона, согласно ей Туллий «родился от рабыни из дома Тарквиния, зачавшей его от одного из клиентов царя». При этом Цицерон пишет, что «царь не мог не заметить искры ума, горевшей в мальчике».

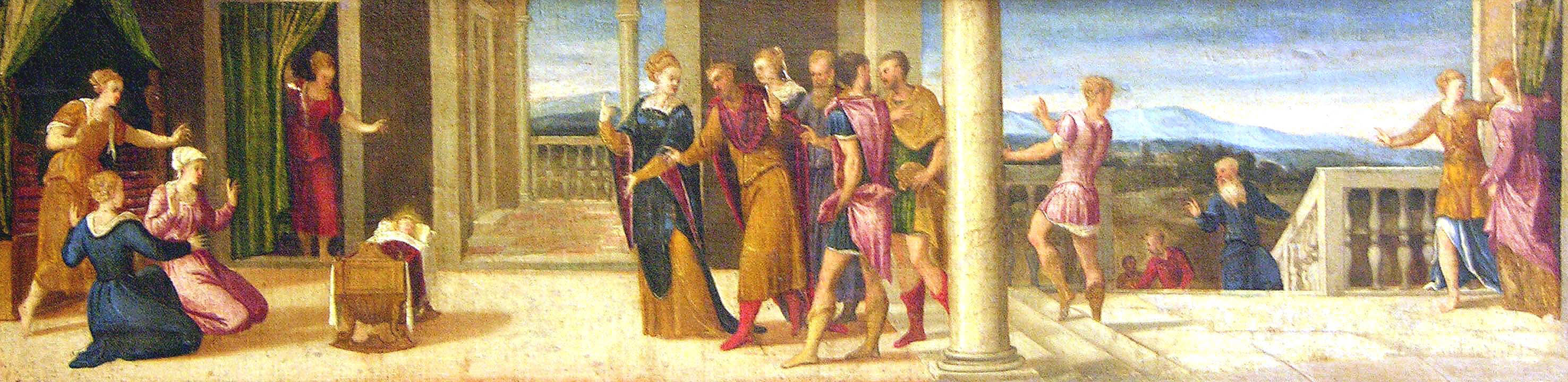
Легенда о детстве Сервия Туллия. Веронезе, Бонифацио

Согласно одной из легенд, когда Сервий спал, то вокруг его головы загорелся огонь. Все присутствующие закричали от ужаса. Танаквиль, увидев эту картину, запретила тревожить спящего. Когда мальчик проснулся, то огонь пропал сам собой. Это было воспринято как знамение того, что в будущем Сервий Туллий станет светочем и оплотом царского дома, а также совершит великие дела на благо Рима. После этого мальчика стали воспитывать как царского сына. По достижении им совершеннолетия за него выдали одну из царских дочерей.
Недовольные возвеличением бывшего раба, сыновья бывшего царя Анка Марция устроили заговор. Они решили, что если убить Сервия Туллия, то престарелый царь найдёт другого зятя, поэтому организовали покушение на Тарквиния Приска, оказавшееся успешным. Вдова царя Танаквиль проявила характер и приказала запереть двери дворца. Народу объявили, что царь ранен, но приказал, до своего выздоровления, подчиняться Сервию Туллию. Своими мудрыми действиями он приобрёл популярность в народе. Сыновья Анка Марция, услышав о провале заговора, бежали из Рима и впоследствии умерли на чужбине. Когда Танаквиль решила, что время пришло, то объявила о смерти своего супруга от ран. Так как власть уже находилась в руках Сервия Туллия, то именно он и стал следующим царём.

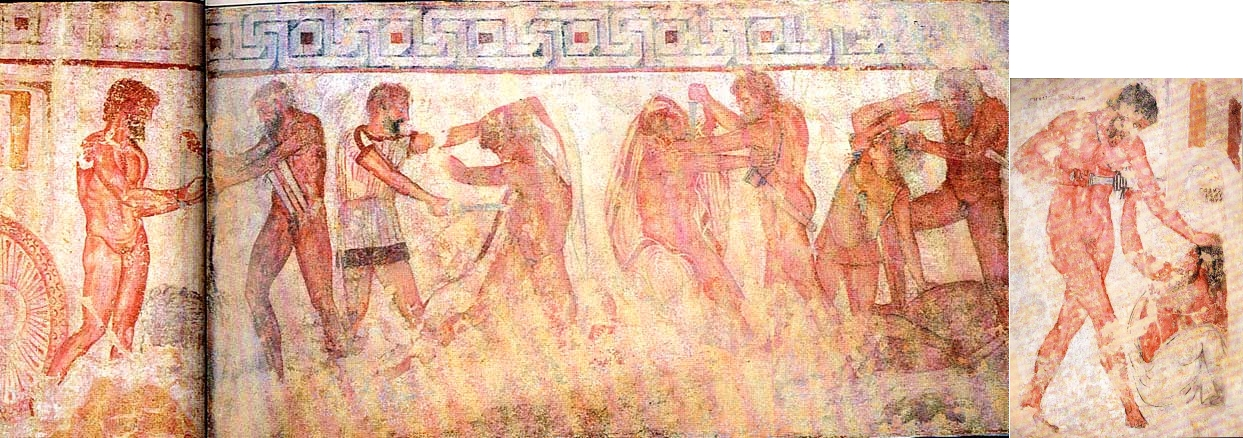
Изображение в этрусской гробнице, иллюстрирующее легенду об освобождении Целия Вибенны его товарищем — этрусским разбойником Мастарной, будущим царём Сервием Туллием (левая пара персонажей)

Свою, отличавшуюся от предыдущих, версию излагал император Клавдий, бывший знатоком истории этрусков, написавший в молодости двадцатитомный труд на эту тему и составивший этрусский словарь. Во время выступления в сенате в 48 году н. э., дошедшем до нас в Клавдиевой таблице, император утверждал, что изначально Сервий Туллий был не рабом, а этрусским разбойником по имени Мастарна. Когда его друг Целий Вибенна был схвачен, то Мастарна вместе с друзьями проник в Рим, где ему удалось освободить пленника. Впоследствии этруска приняли в доме царя Тарквиния, где он и поселился, сменив имя на Сервия Туллия. Возможно, Сервий узурпировал трон: он захватил власть после убийства бывшего монарха, не будучи избранным сенатом, и внёс большие конституционные изменения, чтобы усилить свою власть. Император Клавдий изложил этрусскую версию о происхождении шестого римского царя. Современные антиковеды Р. Томсен и Дж. Холл принимают версию об этрусском происхождении полулегендарного правителя, который привнёс в жизнь Рима характерные для этрусских городов особенности управления, однако Эндрю Драммонд в Кембриджской истории древнего мира высказал мнение, что Мастарна «настолько отличается от традиционного Сервия Туллия, что кажется разумным разделить их». Историчность Сервия Туллия согласно профессору С. И. Ковалёву признают практически все современные антиковеды. В пользу этого говорит неизменность списка царей, что свидетельствует о его раннем происхождении, в нём отсутствуют патриции, которые играли основную роль в V—IV вв. до н. э., что свидетельствует о более раннем возникновении списка. При этом признание историчности Сервия Туллия ни в коем случае не означает, что все мифы и связанные с ним исторические предания соответствуют действительности.

## Внешняя, внутренняя и религиозная политика
О внешней политике Сервия Туллия можно судить из произведения «Римские древности» Дионисия Галикарнасского, жившего через 5 столетий после описываемых событий. Согласно этому автору зависимые от Рима при Тарквинии Приске племена не захотели подчиняться бывшему рабу. Первыми восстали вейяне. За ними последовали церейцы и тарквинийцы, а затем и вся Этрурия. Война продолжалась несколько десятилетий и завершилась победой Рима и подписанием мира с Латинским союзом. По её окончании Сервий Туллий отнял земли у вейянов, тарквинийцев и церейцев, а затем распределил их между теми римлянами, которые недавно получили гражданство.
Одной из особенностей «римского мифа» была склонность приписывать сформировавшиеся в течение многих лет традиции решениям одного человека. За Сервием Туллием закрепилась слава царя, проведшего ряд мероприятий, которые ослабили патрициев и усилили права римлян из обычного народа. С его именем связывали такие действия, как наделение бедняков земельными наделами, запрет держать должников в оковах, возможность разбогатеть и выдвинуться в верхние классы общества вследствие описанной ниже Сервиевой конституции вне зависимости от происхождения, дарование вольноотпущенникам римского гражданства, упорядочение жизни сельских общин пагов, установление праздника паганалий и компиталий. Первые были посвящены Церере и Теллус. Вторые предполагали торжественные шествия и игры в честь добрых духов земли, дорог и перекрёстков ларов. Особенностью события было участие в нём рабов, «служба которых приятна ларам».
Религиозная деятельность Сервия Туллия, по преданию, включала сооружение храмов Фортуны и Дианы. Привнесение в Рим культа Дианы, согласно Титу Ливию, было связано с популярностью храма Артемиды Эфесской. Согласно современным представлениям его сооружение связано с тем, что Рим начал занимать центральное место в Латинском союзе, города которого объединялись вокруг культа данной богини. Храм построили на взносы всех городов союза. Впоследствии праздник в честь Дианы стал праздником рабов из-за соответствующего происхождения основателя её храма. Храмы Фортуны на Бычьем форуме были популярны среди простого народа, который считал, что именно эта богиня помогла вознестись Сервию Туллию из рабов в цари.

## Сервиева конституция
Сервию Туллию приписывают авторство так называемой Сервиевой конституции. Созданные институты заложили фундамент всей политической системы Рима. Устройство римского общества основывалось на разделении патрициев на курии. Куриатные комиции на тот момент были единственным видом народного собрания, на котором решались общие для города дела. Плебеи и клиенты находились на положении иностранцев и не имели права участвовать в народном собрании, и соответственно они не обладали ни политическими, ни общественными правами. Также они не участвовали в общегосударственных повинностях.
Расширение власти Рима благодаря успешным войнам привело к увеличению нагрузок на патрициев при одновременном росте количества бесправных плебеев. Суть реформы состояла в том, что права гражданства принадлежат не только лишь одним патрициям, но и плебеям, которые получали не только права, но и обязанности участия в государственных повинностях, таких как уплата налогов и военная служба. Вначале, согласно Дионисию Галикарнасскому, всё население разделили на 30 триб — 4 городские (лат. Tribus urbanae) и 26 сельских (лат. Tribus rusticae). Современные антиковеды считают, что изначально город разделили на 4 трибы (Collina, Esquilina, Palatina и Suburana). Каждой из них была приписана та или иная территория за городом. Сельские земли, в свою очередь, подразделяли на 26 регионов (лат. regiones), или пагов. Впоследствии из них организовали сельские трибы. В отличие от предыдущего подразделения, основой отнесения к той или иной трибе стал не родовой, а территориальный принцип. В них включались как плебеи, так и патриции.
Не принимая во внимание происхождение, в зависимости от имущественного положения Сервий Туллий разделил население на несколько классов. Каждый класс должен был выставлять определённое количество центурий воинов. Причём оговаривалось не только число воинов, но и их вооружение. Согласно Титу Ливию и Дионисию Галикарнасскому подразделение было следующим:
1. самые богатые граждане с имуществом более 100 тысяч ассов или 100 мин выставляли 80 центурий. Каждый воин должен был на свои средства приобрести бронзовые шлем, круглый щит, поножи, панцирь, шлем, а также копьё и меч. Эти 80 центурий разделяли пополам. Из более молодых составляли войска, которые вели войну вне Рима, в то время как старшие оставались в Риме для обороны города. Воины из первого класса в бою занимали место впереди фаланги. К ним прикрепили ещё две центурии мастеровых, которые были обязаны создавать осадные сооружения;
2. граждане с имуществом от 75 до 100 тысяч ассов или от 75 до 100 мин выставляли двадцать центурий. Их вооружение отличалось от такового первого класса лишь отсутствием панциря, а также вытянутым щитом, в отличие от круглого;
3. имущество от 50 до 75 тысяч ассов относило человека к третьему классу. Двадцати центуриям воинов из этой части населения не полагалось иметь поножи;
4. четвёртый разряд людей с имуществом от 25 до 50 тысяч ассов выставлял 20 центурий. Из оружия они получали копьё и дротик;
5. тридцать центурий из бедного населения с имуществом менее 25 тысяч ассов носили лишь пращи и метательные камни и должны были сражаться вне боевого строя фаланги. К этому же классу относили две центурии музыкантов и две ремесленников, которые сопровождали войско;
6. из бедняков с имуществом менее 11 тысяч ассов, т. н. лат. proletarii civis, составляли одну центурию, которая освобождалась от военной службы.

В информации из античных источников об особенностях реформы обращают на себя внимание как минимум два аспекта. Одиннадцать тысяч либральных ассов, имевших хождение в описываемое время, были весьма крупной суммой, а согласно Титу Ливию — границей между нищими и бедными. Возможно, речь идёт о пересчёте стоимости имущества в ценах времён правления Октавиана Августа, когда ассом являлась мелкая медная монета, либо цифры не соответствуют действительности. Также, согласно данной реформе, богатые граждане должны были выставлять большее количество воинов, чем малоимущие, что явно не соответствует их численному соотношению. В этом видели глубокий расчёт Сервия Туллия. Богатые, которым было что защищать, должны были нести большие тяготы, связанные с войной, по сравнению с бедными. Нуждающихся отстранили от военной службы и лишили налогового бремени. Согласно античным представлениям, «народный» царь считал нужным, чтобы нуждающиеся не воевали за чужой счёт, как наёмники. Одновременно их лишили реальной возможности принимать обязательные для всего Рима решения.
Кроме пехоты, из наиболее видных людей набрали 18 (согласно Титу Ливию — 12) всаднических центурий. Часть финансовой нагрузки на покупку и содержание коня ложилось на государство и незамужних женщин, которых обязали платить соответствующий налог.
Такое разделение не сильно улучшило роль бедных граждан в политической жизни Рима. В центуриатных комициях голосование шло по центуриям. Всадникам и первому классу с более чем 90 голосами реально принадлежала основная роль в законодательных вопросах. Кроме того, патриции удержали за собой права быть сенаторами, жрецами, судьями и патронами. Даже решения центуриатных комиций приобретали силу лишь после утверждения куриатными, которые состояли из патрициев. Исходя из этого, историк Т. Моммзен делает вывод, что реформа наложила на малоимущих плебеев обязанности, не дав никаких прав. При этом для плебеев было важным признание их в качестве граждан, которые имеют право совещаться вместе с патрициями относительно государственных дел. Одновременно Сервий Туллий обрёл славу царя, проводившего антипатрицианскую политику и покровительствовавшего плебеям.

## Сервиева стена

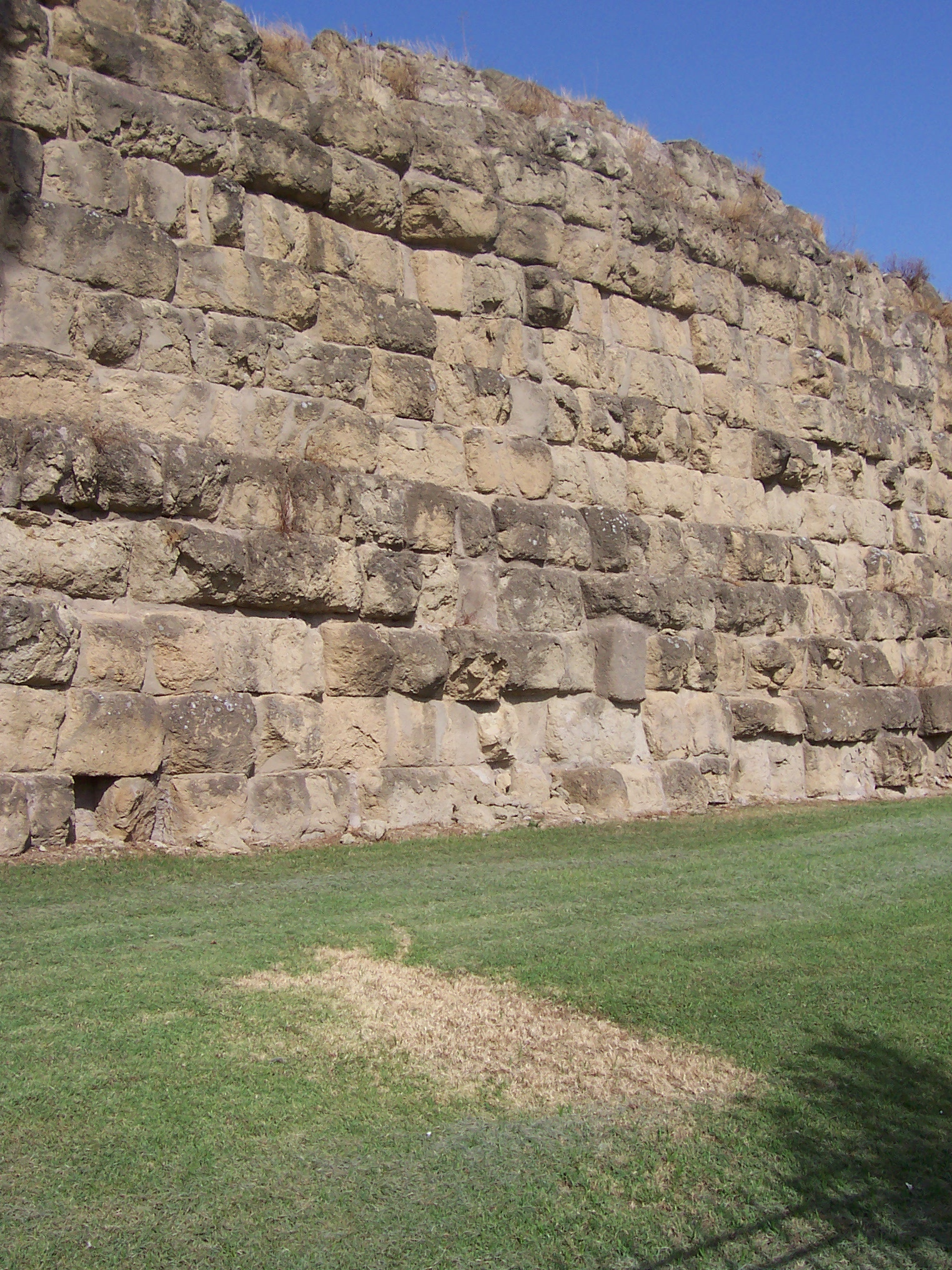
Сохранившаяся часть Сервиевой стены

Сервиева стена и семь холмов

На период правления Сервия, согласно античным источникам, приходятся постройка новой городской стены, которая получила название Сервиевой, и расширение территории города. По Ливию к Риму присоединили Квиринальский и Виминальский холмы, в то время как по Дионисию Галикарнасскому — Виминальский и Эсквилинский:74.
Согласно современным представлениям, основанным на данных археологии, Сервиева стена, оградившая семь холмов и сделавшая Рим «городом на семи холмах» (Septimontium), была построена в первой половине IV столетия до н. э.

## Гибель Сервия Туллия
У Сервия Туллия родилось две дочери, которых он выдал замуж то ли за сыновей (по Титу Ливию), то ли за внуков (по Дионисию) своего предшественника Тарквиния Приска. Как дочери, так и потомки предыдущего римского царя имели различные характеры. Изначально кроткая старшая дочь Туллия вышла замуж за гордого Луция, в то время как честолюбивая младшая Туллия за кроткого и нерешительного Аррунта.

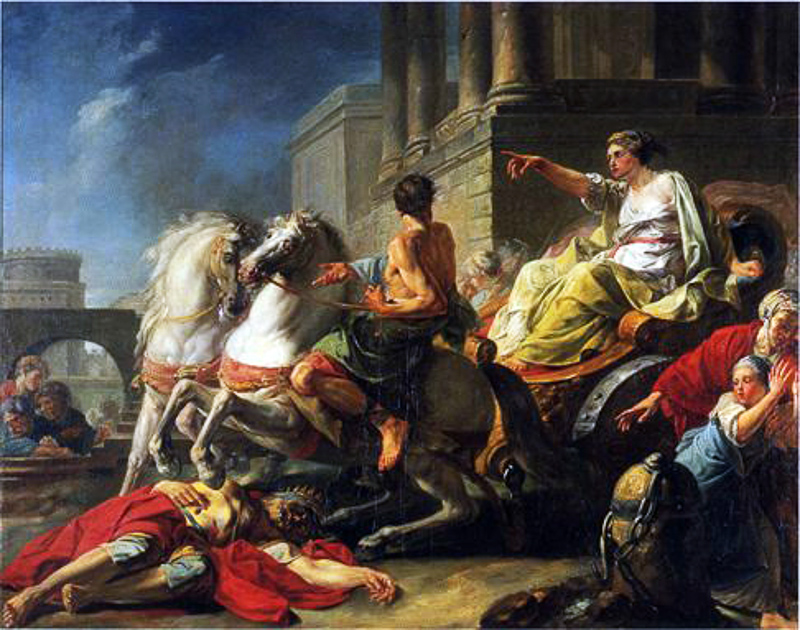
Жан Барден. «Туллия переезжает на колеснице тело своего отца» (1765)

Вскоре Аррунт и Туллия Старшая умерли, то ли по естественным причинам, то ли вследствие отравления, подстроенного младшей Туллией. Против воли отца она вышла замуж за Луция Тарквиния. По наущению своей новой жены Луций Тарквиний возглавил заговор по свержению Сервия Туллия. Недовольство патрициев реформами Сервия Туллия привело к тому, что царь потерял поддержку сената. Луций Тарквиний воспользовался этим, созвал сенат и провозгласил себя царём. Когда Сервий Туллий (к тому времени уже глубокий старик) явился в сенат для того, чтобы прогнать самозванца, Тарквиний сбросил его со ступенек на каменный помост. Раненый Сервий Туллий, с трудом поднявшись на ноги, направился домой. Опасаясь того, что Сервий Туллий сможет собрать лояльных ему римлян и не дать ему занять царский трон, Луций Тарквиний, послал своих людей догнать и убить престарелого царя, что те и сделали.
Туллия, узнав о перевороте, поспешила на форум, где первой поздравила мужа с избранием на царство. Тарквиний отослал её, согласно Титу Ливию, испугавшись за её безопасность. По пути колесница завернула на одну из улиц, где лежал труп недавно убитого Сервия Туллия. Возница остановил лошадей в ожидании дальнейших приказов. Туллия повелела немедленно продолжить путь. Колесница переехала труп царя. Из тела брызнула кровь, которая запятнала супругу Тарквиния. Таким образом, выехав из дома дочерью царя, она вернулась обратно царицей в прямом и переносном смысле в крови своего отца. Улица, на которой произошёл эпизод с колесницей, получила название «Проклятой» или «Запятнанной преступлением» (лат. Vicus sceleratus). По сути ту же легенду с рядом нюансов передаёт и Дионисий Галикарнасский. Согласно этому античному автору именно Туллия надоумила Тарквиния отправить убийц к Сервию Туллию. Когда возница попал на узкую улочку, на которой лежало тело бывшего царя, то Туллия, рассердившись остановке, повелела переехать труп своего отца.
Тарквиний не разрешил похоронить убитого тестя, однако жена Туллия с немногими оставшимися друзьями ночью вынесла его тело как останки простого человека и зарыла в землю.
Возможно, эта легенда несёт воспоминание о том, что Сервий пал жертвой заговора патрициев, лидером которого был сын или потомок бывшего царя.